# Antonio Balbín de Unquera
Antonio Balbín de Unquera (Madrid, 22 de abril de 1842-14 de octubre de 1919) fue un periodista y escritor español.

## Biografía
Nació en Madrid en 1842, nieto del marino Baltasar de Unquera y de Martina Warnes. «Escritor muy distinguido», según Ossorio y Bernard, prestó servicios en el Consejo de Estado y fue premiado por la Academia de Ciencias Morales y Políticas. Se encargó de la redacción del semanario Anales de Beneficencia y Sanidad en 1862 y colaboró con diversas publicaciones periódicas, entre las que se cuentan El Carbayón de Oviedo, La Caza, La Niñez, El Mundo de los Niños, Los Debates, El Correo de las Antillas, Gaceta de los Juzgados Municipales, Gaceta del Notariado, Las Cortes, La Ilustración Católica, El Eco Franciscano, El Pensamiento Español, La Cruzada, La Unión Católica, El Diario Español, Asturias, Para Todos, Revista Asturiana y Gente Vieja. Fue autor de obras como Reseña histórica y teoría de la beneficencia (1862), El Consejo de Estado y la República (1873), Defensa de la Cruz Roja (1873), La nueva cuestión de Oriente (1909), Andrés Bello: su época y sus obras (1910) y Arqueología egipcia. Falleció en 1919.